# The Night Before Christmas
The Night Before Christmas – amerykański krótkometrażowy film z 1905 roku w reżyserii Edwin S. Porter.